# Назаров, Ахтам Мустафаевич
Ахтам Мустафаевич Наза́ров (тадж. Аҳтам Назаров; 29 сентября 1992) — таджикский футболист, защитник узбекского «Андижан» и национальной сборной Таджикистана.

## Клубная карьера
До 2012 года выступал за душанбинский «Энергетик». С 2013 года игрок ещё одного душанбинского клуба — «Истиклол». Сыграл за этот клуба более 40 матчей.
Играл за молодёжную сборную страны. В 2012 году впервые был вызван в национальную сборную Таджикистана. По состоянию на начало 2019 года, сыграл за сборную 39 матчей и забил 5 голов